# Изабел дьо Валоа
Изабел дьо Валоа (на френски: Isabelle de Valois; * 9 ноември 1389; † 13 септември 1409) е френска принцеса и кралица на Англия (1396 – 1400), съпруга на крал Ричард II.

## Биография
Изабел е родена в Париж на 9 ноември 1389. Тя е дъщеря на френския крал Шарл VI и принцеса Изабела Баварска.
На 31 октомври 1396 шестгодишната Изабел е омъжена за овдовелия английски крал Ричард II, което е прелюдия към подписването на мир между Англия и Франция. Въпреки че бракът им е политическа сделка, Изабел и Ричард изграждат добри отношения помежду си.
Когато Ричард е зает в кампанията си в Ирландия, за по-голяма безопасност Изабел е преместена в замъка Уелингфорт. След убийството на Ричард II през 1400 g. новият крал Хенри IV принуждава Изабела да напусне Уиндзор, след което тя се установява в Сонинг.
Дълго време Хенри IV се колебае какво да прави с Изабел и накрая решава да я омъжи за сина си, бъдещия Хенри V. Изабел обаче категорично отказва да има каквото и да е общо с принца, тя се затваря в манастир и отхвърля предложението за брак. След това кралят решава да позволи на Изабел да се завърне в родната си Франция.
На 29 юни 1406 г. Изабел е омъжена повторно за братовчед ѝ Шарл, херцог на Орлеан. Тя умира на 19-годишна възраст по време на раждането на единствената си дъщеря – Жана, която по-късно се омъжва за Жан II д'Алансон.